# The Better Woman
The Better Woman er en amerikansk stumfilm fra 1915 af Joseph A. Golden.

## Medvirkende
- Lenore Ulric – Kate Tripler
- Edith Thornton – Aline Webster
- Lowell Sherman – Frank Barclay
- Ben Graham – Pop Tripler
- Charles Hutchison – Jim Travers